# Ohtavaara (kulle i Kajanaland)
Ohtavaara är en kulle i Finland. Den ligger i Suomussalmi i den ekonomiska regionen  Kehys-Kainuu och landskapet Kajanaland, i den nordöstra delen av landet, 600 km norr om huvudstaden Helsingfors. Toppen på Ohtavaara är 281 meter över havet.
Terrängen runt Ohtavaara är huvudsakligen platt.  Trakten runt Ohtavaara är nära nog obefolkad, med mindre än två invånare per kvadratkilometer.